# Германик Јулије Цезар
Германик Јулије Цезар (лат. Germanicus Iulius Caesar, рођ. 24. маја 15. п. н. е. − умро 10. октобра 19. год.), познатији само као Германик или Германик Старији, био је римски државник и војсковођа и припадник прве римске царске породице Јулијевци-Клаудијевци.

## Младост
Германик се родио 15. п. н. е. као најстарије дете у браку Друза Старијег, рођеног сина царице Ливије, и Антоније Млађе, сестричине цара Августа. По мајци Германиков деда је био прослављени римски војсковођа и државник и неуспешни Августов ривал, Марко Антоније. Друз и Антонија су касније добили још двоје деце, ћерку Ливилу (рођ. 13. п. н. е.) и сина Клаудија (рођ. 10. п. н. е.), будућег римског цара.
Германик је на рођењу добио име Нерон Клаудије Друз или Тиберије Клаудије Нерон, али када је Друз Старији 9. п. н. е. добио право на почасни надимак Германик (лат. Germanicus), захваљујући победама над Германима, после његове смрти надимак је прешао на његовог најстаријег сина који је под њим остао запамћен у историји.
Унутар царске породице Август и Ливија су пажљиво планирали политику међусобног орођавања њихових потомака односно укрштање две велике римске аристократске породице, његове тј. Јулијеваца и њене, тј. Клаудијеваца. Германик је тако 5. године ожењен Агрипином Старијом, Августовом унуком, тј. ћерком његове ћерке Јулије и војсковође Агрипе. Брак је, судећи по историчару Тациту, био срећан и хармоничан и поред тога што је склопљен из рачуна рођака младенаца. Агрипина је родила Германику укупно деветоро деце, али свега је шесторо преживело детињство: Нерон Цезар, Друз Цезар, Гај Цезар, Јулија Агрипина, Јулија Друзила и Јулија Ливила.
Август је најпосле 4. године одредио Тиберија за свог наследника али је свог посинка уједно обавезао и да усини свог синовца Германика (Тацит, Анали IV.57). Германик је од тада био познат под пуним именом Германик Јулије Цезар, односно и формално је постао члан клана Јулијеваца. Овакав потез Августа сматрао се знаком изразите наклоности старог цара. Могуће је да је Август већ препознао Германикове квалитете који би могли да дођу до изражаја у војној служби. Германик је већ тада био послат да командује римским легијама у провинцијама Далмацији и Панонији. Као награду за своје подухвате 12. године је изабран за конзула.

## Ратови са Германима
Након Августове смрти 14. године, римске легије у Подунављу и на Рајни су се побуниле. Нови цар Тиберије је опрезно остао у Риму, свог сина Друза Млађег је послао да умири балканске легије, а Германика на Рајну где је међу војницима још увек била жива успомена на његовог оца Друза Старијег. Као врховни заповедник војске у Германији, Германик се појавио пред војницима који су захтевали боље услове службе. Затим је побуна добила и политичку црту када су легионари Германика извикали за цара. Германик је пак одбио ову почаст и изјаснио се да ће остати лојалан стрицу Тиберију. Побуна се умирила када су се војници постидели када су видели да Германик, потомак Августа и Друза Старијег, мора да стави своју породицу под заштиту савезничког галског племена Едуа. Германик је казнио коловође, а затим је повео војнике на германску територију у поход који се завршио покољем племена Марса са горњег тока реке Рур.
Наредне 15. године Германик и његових осам легија су кренули у поход против бројнијег савеза германских племена на чијем челу се налазио способни вођа Херуска Арминије. Римска војска је похарала велике територије, али су се Германи повукли у дубине својих шума и мочвара. Германик је заробио Арминијеву жену, али није могао да порази Германе војним средствима. По сопственим речима процену да се Германи могу поразити једино по цену њиховог истребљења је доживео као сопствени пораз.
Најзад, Германик је обишао место чувене битке у Теутобуршкој шуми где је Арминије 9. године уништио римску војску од око 20.000 људи. Германик је наредио да се расути остаци побијених римских војника достојно сахране и затим је повео поход на територију Херуска. Међутим, Арминије је из заседе потукао римску коњицу тако да је Германик натеран на повлачење. Римски војсковођа је половину војске послао да се у Галију врати јужним путем, али је ова војска трпела сталне нападе Германа. Други део војске Германик је одвео на обалу Северног мора и одатле се, уз многе губитке због лошег времена, флотом вратио на територије под римском контролом.
И поред Тиберијеве сумњичавости, Германик је и наредне 16. године окупио велику војску и повео је на Германе. Форсирајући прелазак реке Везер у близини данашњег Миндена Римљани су претрпели озбиљне губитке. Германик се најзад отворено сукобио са Арминијем недуго по преласку реке у бици на Везеру, вероватно између данашњег Миндена и Хамелна. Римска војска је однела тесну победу, али је рањени Арминије успео да побегне и повуче остатак своје војске са собом. До новог сукоба је дошло западно од данашњег Хановера. Овога пута битка се показала неодлучном уз тешке губитке на обе стране. Германик је сада морао повући своју војску поново и поново је повратак бродовима по узбурканом Северном мору однео на хиљаде живота. Германик је затим извршио неколико мањих упада у Германију и успео је да добије назад два од три легијска стега у облику орла чији је губитак 9. године сматран за велику страмоту. Висока цена рата и немогућност да се однесе одлучна победа утицао је на Тиберија, који је и сам имао искуства у рату са Германима, да опозове даље походе. Германику је одобрен тријумф због постигнутих победа, али је његово повлачење у ствари означило крај свих покушаја Римљана да успоставе чвршћу власт на десној обали Рајне.

## Пут на Исток и смрт
У самом Риму Германикови походи против Германа су у најширој јавности прихваћени као велики успех и царев синовац је по популарности надмашио стрица. Тиберије је затим 18. године послао Германика на Исток као неку врсту врховног намесника свих источних римских провинција. На Истоку Германик је организовао Кападокију и Комагену у провинције царства, али је његова посета Египту изазвала Тиберијев гнев. По Августовом закону, због специфичног положаја и богатства провинције, ни једна особа из сенаторског сталежа није смела да без изричите дозволе посећује Египат. Германик се затим вратио у Сирију и сукобио са локалним намесником Гнејом Калпурнијем Пизоном. Пизон је одбијао да се покори Германиковом ауторитету, али је затим натеран да напусти провинцију. Међутим, када је стигао до Родоса из Антиохије је стигла вест да је Германик преминуо 9. октобра 19. године.

## Епилог
Германикова смрт је у Риму тумачена као последица завере коју је стари Тиберије сковао са Пизоном. Пизон се наиме после Германикове смрти вратио у Сирију и силом преузео место намесника са кога је претходно смењен. Убрзо га је цар позвао у Рим где је Пизон пред сенатом морао да се брани од оптужби да је отровао Германика. Да би својој породици сачувао иметак, Пизон је извршио самоубиство што је у јавности још више појачало утисак о његовој кривици и Тиберијевој умешаности у уклањање Германика. Тиберијева популарност је значајно опала и стари и огорчени цар се 27. повукао на острво Капри. Прави владар Рима постао је префект преторијанске гарде Сејан који је на све начине покушавао да се ороди са царском породицом. Са друге стране, Сејановом утицају, али и Тиберијевој подозривости, се може приписати пропаст Германикове породице. Агрипина Старија и њена два сина Нерон и Друз су 29. осуђени на прогонство због велеиздаје. Нерон Цезар је извршио самоубиство, док су његова мајка и брат помрли од глади 33. године, две године након Сејановог пада. Међу Германиковим потомством од већег значаја биће једино син Гај Цезар, који ће наследити Тиберија, и ћерка Агрипина Млађа, мајка будућег цара Нерона.
Жалостан крај Германикове породице оставило је утисак да је Тиберије ипак био одговоран за смрт свог омиљеног и даровитог синовца. За Тацита, који је наш главни извор за Германикову каријеру, Германик је био оличење традиционалних римских врлина, а његова смрт симбол опадања старих вредности пред налетом искварености и тираније. Тацитов извештај о Германиковим германским походима подвлачи његове способности и популарност насупрот интригама и љубомори његовог стрица Тиберија и злурадости Сејана. Сам рат представљен је као дуел двојице вредних хероја, Германика и Арминија. Описи римских неуспеха током ратовања су ту пре свега како би оправдали Германика у поређењу са Тиберијем.